# 傑瑞米·柯賓
杰里米·科尔宾（英語：Jeremy Bernard Corbyn；1949年5月26日—），英國政治人物，曾任工黨黨魁與反對黨領袖。他自1983年起代表大倫敦北伊斯靈頓選區担任議員。柯賓是社会主义运动团体、巴勒斯坦团结运动、國際特赦組織、核裁军运动與反战联盟成員。2015年9月12日，柯賓以壓倒勝利獲選為工黨黨魁，在首轮选举赢得59.5%选票。
2020年10月29日至11月17日，因被指控发表“反犹主义”言论而遭工党暂停党籍。2024年5月24日，他宣布将作为伊斯灵顿北区的独立议会候选人参加2024年大选。同一天，工党宣布开除科尔宾的党籍。在之后的大选中，科尔宾成功以独立候选人身份赢得了北伊斯灵顿选区的候选人，再度连任议员。

## 早年
柯賓生於奇彭纳姆奇彭納姆社區醫院，他生長於富裕家庭，曾就讀亞當斯文法學校與北倫敦大學。

## 從政
在短暫為全國公职人员联合会與全國裁縫與製衣工人联合会工作過後，柯賓開始從政生涯，1974年獲選進入哈林蓋倫敦自治市議會，並成為行政長官。直到1983年成為伊斯靈頓選區下議院議員，並在2015年連任。
領導工黨
雖然在2015年英國工黨领袖選舉中被視為邊緣候選人。並且受到黨內眾多資深人物批評，包含前领袖尼尔·基诺克、前首相托尼·布莱尔與戈登·布朗，認爲柯賓主张社会主义，當選會導致工黨極端化。但最终，科尔宾以明显优势当选。
2016年6月24日，英国民众通过公投决定脱离欧盟，工党内部质疑科尔宾没有尽力宣传让民众留在欧盟，大量影子内阁成员辞职，要求科尔宾也引咎辞职，但科尔宾表明不会辞职。同年九月柯賓成功在黨魁選舉中擊敗歐文‧史密斯連任黨魁。在柯賓領導下，工黨在2017年英國大選獲得40%的普選票，得票漲幅達9.6%，是1945年以來最佳。工黨的議席因此增加30席，致使國會下議院呈懸峙態勢。在時任保守黨領袖、首相文翠珊的斡旋下，保守黨的少數派政府成立，工黨繼續在野。
2019年英國大選，科尔宾提出民主社會主義的选举纲领，包括水、电、能源、邮政、铁路、电信重新国有化，为英国每一户人家提供免费宽带上网，取消公立大学学费，取消英国私立学校的补贴（这是工党年会上通过的废除英国私校制度动议的第一步），為全国25岁以下者免费乘搭公共巴士，每年新建10万套政府公屋，提升最低工资底线，冻结享受国家养老金的开始年限，创建新的全国养老服务体系等。不過，因為科尔宾拒絕在脫歐方面明確表態，導致工黨在12月12日的大選遭到空前慘敗，得票率銳減至32%，議席則減至202席，這是1935年以來工黨在大選中最差的成績。科尔宾随后宣布将辞去工党领袖一职。在因此举行的2020年英国工党领袖选举中，影子脫歐大臣凱爾·斯塔摩击败丽贝卡·隆-贝利（被外界普遍视为科尔宾的接班人）与丽莎·南迪，于4月4日接替科尔宾成为新任工党领袖。

## 政治观点
柯賓自稱民主社會主義者，提倡重新實現公共設施與鐵路再國有化、打擊企業逃稅與避稅作為緊縮政策的替代方案，取消大學學費並恢復學生助學金、單方面核裁軍並取消三叉戟核武器計畫、採行量化寬鬆政策為基礎設施與可再生能源專案提供資金，以及停止甘民樂政府2010年上台以來主導的縮減公共部門與福利政策。从他第一次当选下议院议员后不久开始，他一直为《晨星报》（先后为大不列颠共产党和不列颠共产党的党报）撰写每周专栏文章。
科尔宾曾是工党党内的长期反对派，40多年来一直反战，主张国有化和社会主义。科尔宾反对君主立宪制，支持共和制，曾在1991年工党左翼领袖、资深议员托尼·本提出的主张废除英国君主制、成立共和国的《不列颠联邦法案》草案上第二个署名。科尔宾称赞卡尔·马克思是一个“伟大的经济思想家”。科尔宾被称作“伦敦选区的卡斯特罗”。右翼批评家称科尔宾常戴的帽子为“典型的列宁帽”。
2015年12月，科尔宾在工党为党务人员举办的基督教节庆派对上引用前阿尔巴尼亚劳动党中央第一书记恩维尔·霍查在1967年的讲话：“今年将比去年更艰难。另一方面，它将比明年更好过。”，并称霍查是「坚强的领袖」，引发外界争议。
2016年11月，古巴革命领袖、前古巴共产党中央第一书记、古巴国务委员会主席菲德尔·卡斯特罗逝世时，科尔宾盛赞卡斯特罗的“革命英雄主义”，称其为“现代史、民族独立和二十世纪社会主义运动的巨人”，还赞扬卡斯特罗为世界历史中的伟大人物之一，并称“他将永远在我们身边”。

## 外部連結
- 杰里米·科尔宾 （页面存档备份，存于）官方網站
- 北伊斯靈頓工黨 （页面存档备份，存于）

| 大不列颠及北爱尔兰联合王国国会 | 大不列颠及北爱尔兰联合王国国会    | 大不列颠及北爱尔兰联合王国国会 |
| ------------------------------ | --------------------------------- | ------------------------------ |
| 前任者： 邁克爾·奧哈洛倫       | 英國下議院北伊斯靈頓選區 1983年－ | 現任                           |
| 官衔                           |                                   |                                |
| 前任者： 夏雅雯                | 反對黨領袖 2015年－2020年         | 繼任者： 凱爾·斯塔摩           |
| 政党职务                       |                                   |                                |
| 前任者： 夏雅雯 （代理）       | 工黨黨魁 2015年－2020年           | 繼任者： 凱爾·斯塔摩           |